# Budkovice (Ivančice)

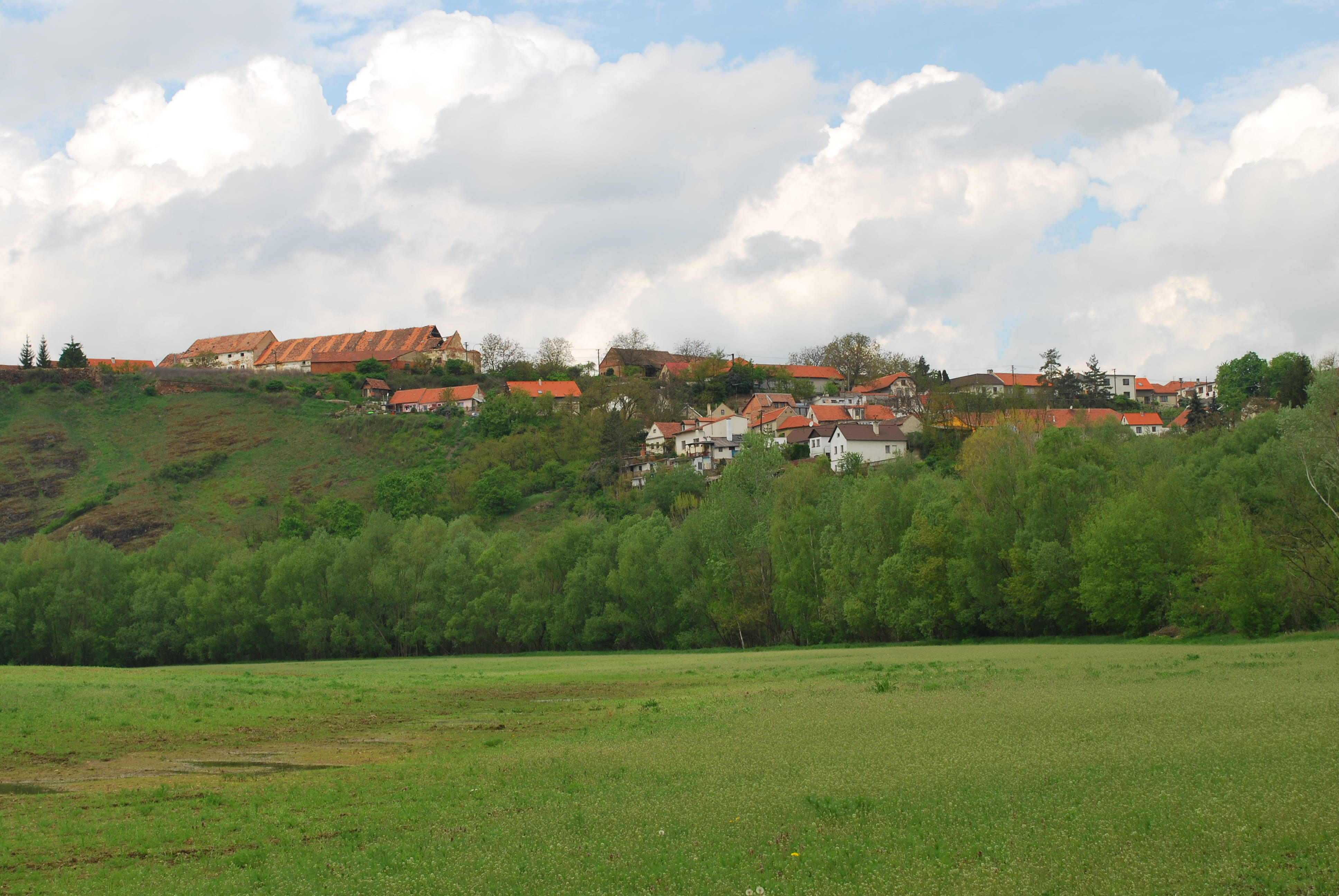
Blick von der Rokytná auf Budkovice

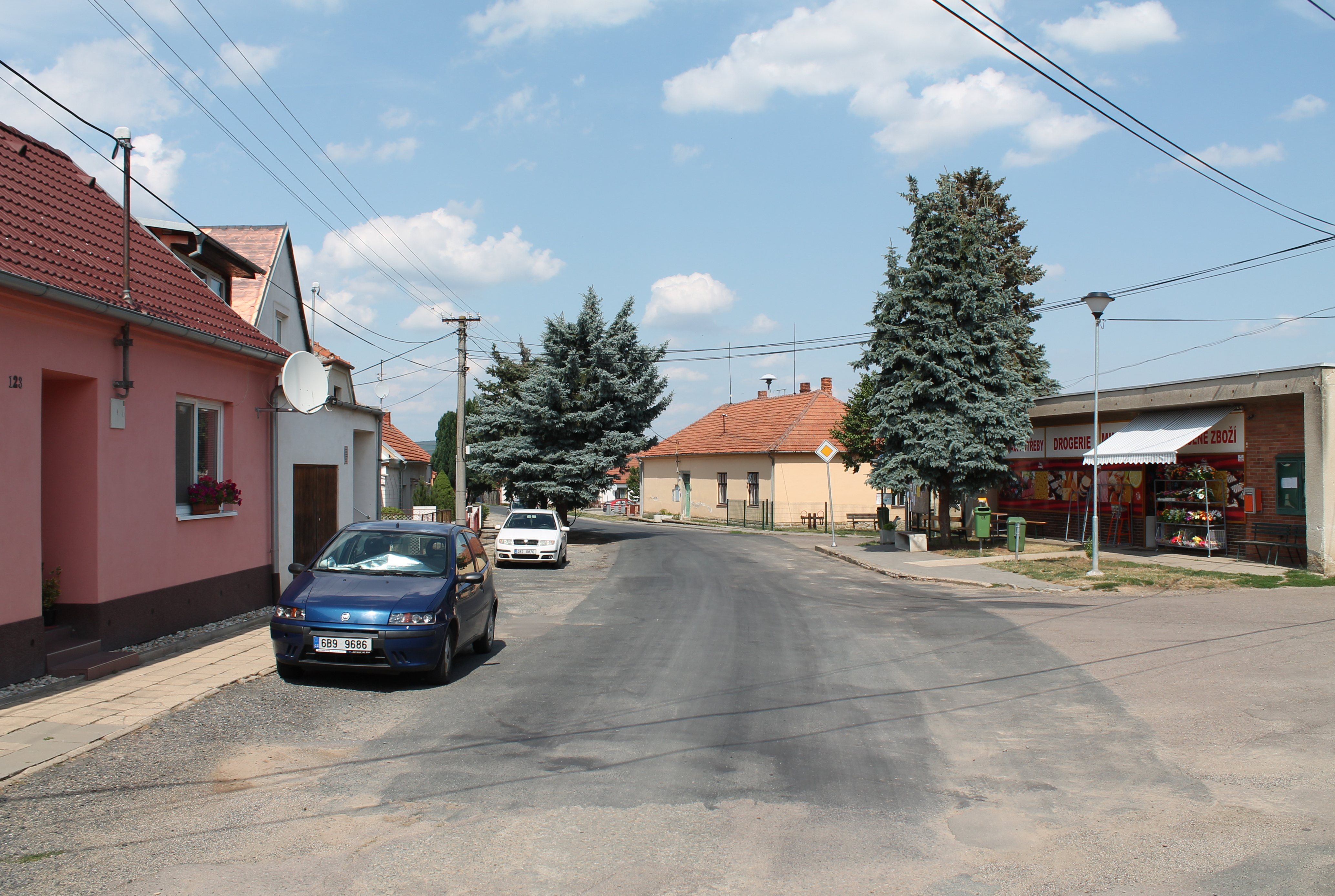
Dorfplatz

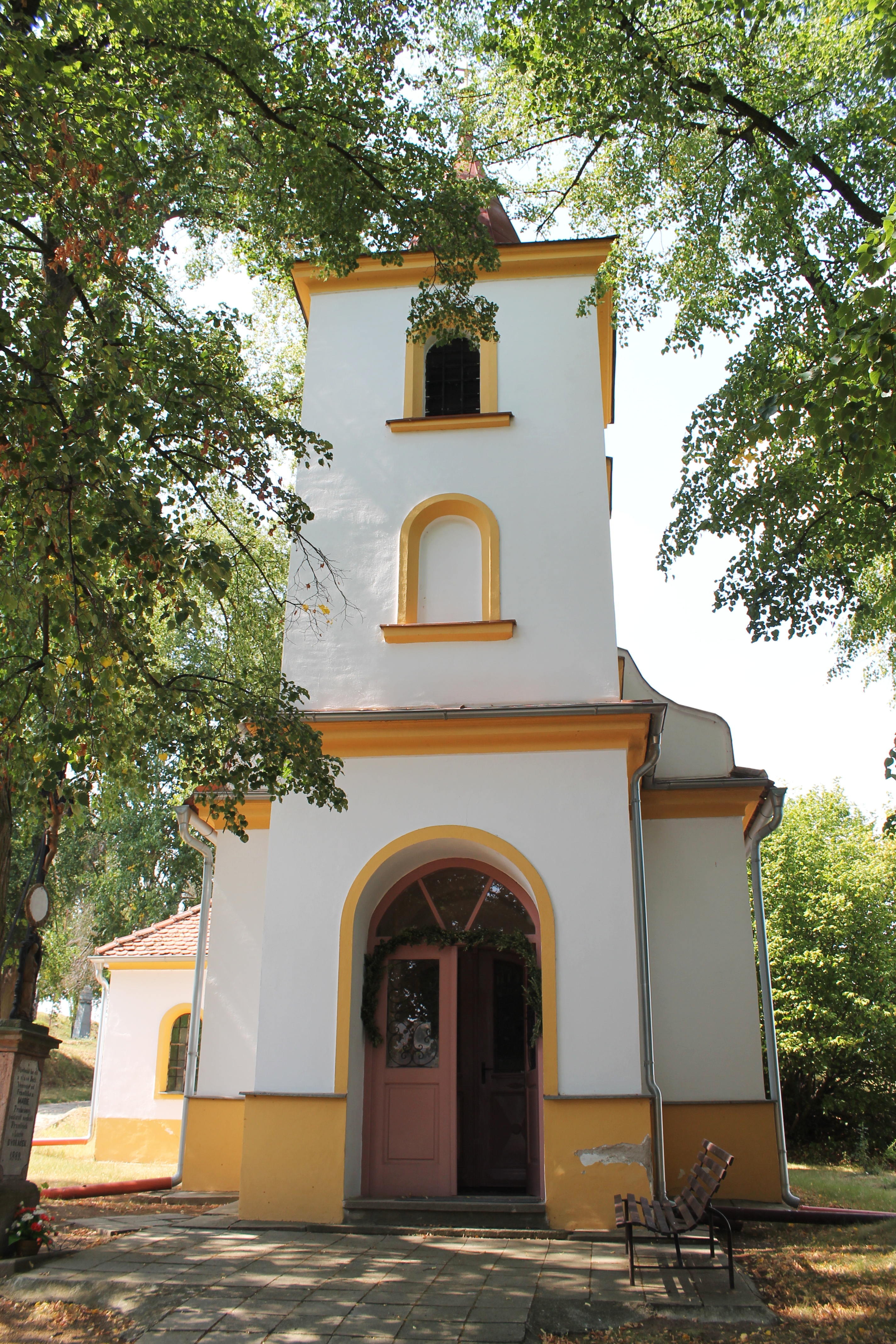
Kapelle der hll. Kyrill und Method

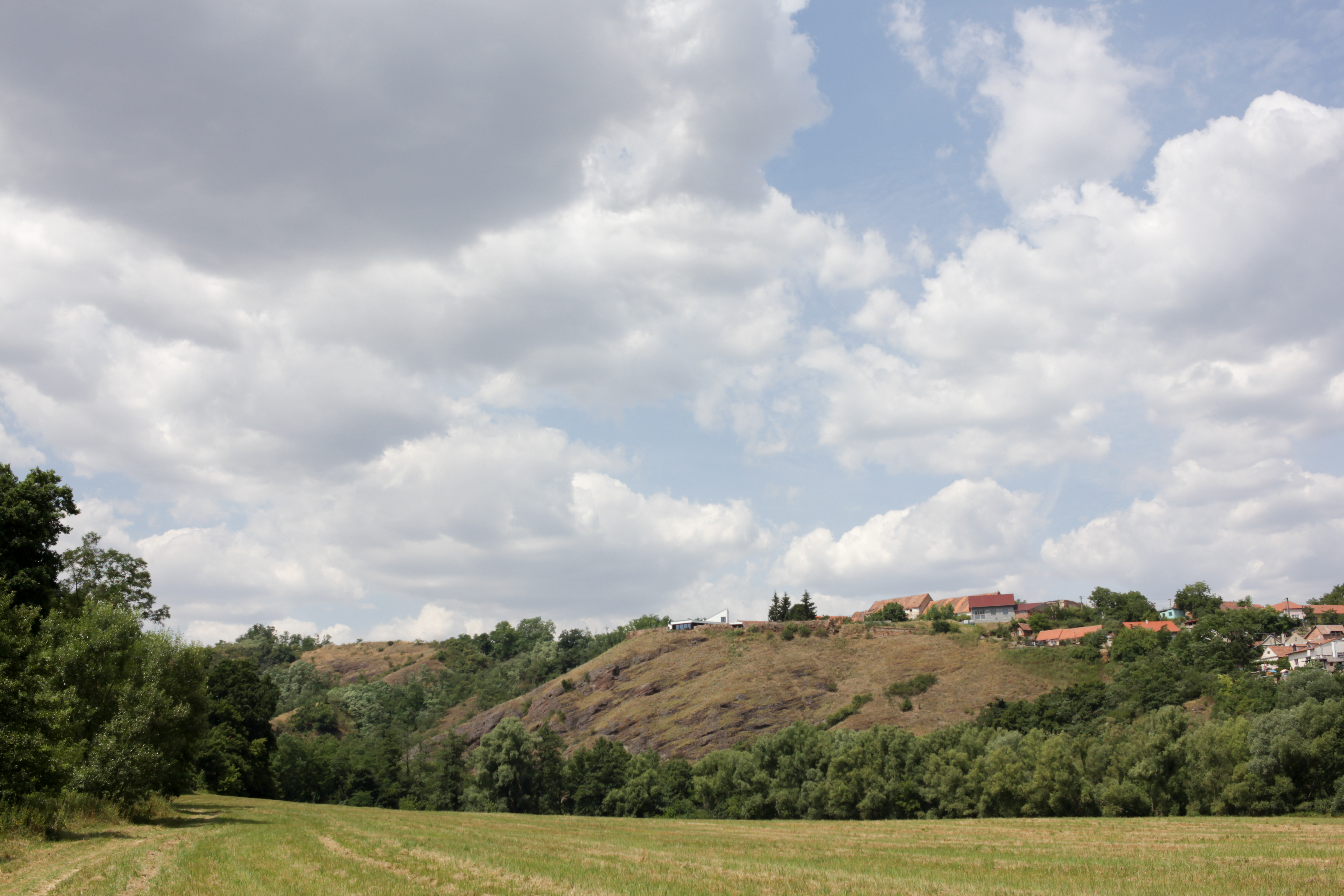
Naturdenkmal Budkovické slepence

Budkovice (deutsch Budkowitz) ist ein Ortsteil der Stadt Ivančice in Tschechien. Er liegt vier Kilometer südwestlich von Ivančice und gehört zum Okres Brno-venkov.

## Geographie
Budkovice befindet sich linksseitig über dem Tal der Rokytná in der Boskovická brázda (Boskowitzer Furche) in Südmähren. Im Nordosten erheben sich die Réna (Reinberg, 319 m n.m.) und der U Buku (Buchenberg, 382 m n.m.), östlich die Kobyla (409 m n.m.), im Südosten der U Stavení (415 m n.m.) und der Holý kopec (376 m n.m.), südwestlich die Vinohrady (338 m n.m.) sowie im Westen der Na Babě (Budkowitzer Berg, 328 m n.m.). Nördlich des Dorfes verläuft die Staatsstraße II/152 zwischen Ivančice und Dukovany, von der eine Stichstraße nach Budkovice führt. Gegen Osten und Süden erstreckt sich der Krumlovský les (Kromauer Wald). Durch das Waldgebiet verläuft die Bahnstrecke Hrušovany nad Jevišovkou–Brno, der dort gelegene Haltepunkt Budkovice wird nicht mehr bedient.
Nachbarorte sind Alexovice im Norden, Němčice und Moravské Bránice im Nordosten, Nové Bránice und Dolní Kounice im Osten, Stavení, Trboušany und Maršovice im Südosten, Hubertus, Vedrovice und Rakšice im Süden, Durdice, Moravský Krumlov und Rokytná im Südwesten, Polánka im Westen sowie Biskoupky und Řeznovice im Nordwesten.

## Geschichte
Archäologische Funde belegen eine frühzeitliche Besiedlung der Gemarkung. An der Stelle der Feste bestand eine anderthalb Hektar große Burgstätte der Aunjetitzer und Věteřov-Kultur aus der Zeit von 1800 bis 1450 v. Chr. Auf dem Bergsporn unterhalb der Bahnstation wurde 1990 ein befestigter Siedlungsplatz der Horakower Kultur (Horákovská kultura) aus der Älteren Eisenzeit (750–400 v. Chr.). Eine weitere Burgstätte befindet sich am Holý kopec.
Die erste schriftliche Erwähnung des Dorfes erfolgte im Jahre 1235. Budkovice lag an einem bedeutsamen mittelalterlichen Handelsweg von Znaim nach Brünn. Die älteste Nachricht über die Feste Budkovice stammt von 1426, als die Herren von Leipa damit belehnt wurden. Später reichten diese das Gut an Lehnleute weiter. Von 1522 bis 1538 gehörten die Feste und das Dorf Budkovice dem Johann von Heroltitz, dem Johann von Leipa 1530 seine Ansprüche darauf förmlich abtrat und aus dem Lehnsverhältnis frei stellte. Johann von Heroltitz hielt auch einen Anteil von Lidmeritz, den er 1537 an den Besitzer des Gutes Bochtitz, Johann Kusy von Mukoděl, veräußerte. Das Gut Budkovice erbte 1539 seine Witwe Bohunka von Ertišowic. Nachfolgender Besitzer war ab 1566 Christoph Josef von Heroltitz, der 1574 eine Hälfte des Gutes und der Feste an Berchtold von Leipa auf Krumlov verkaufte. 1596 wurde Christoph Hostakowsky von Archlebitz als Besitzer der anderen Hälfte erwähnt, er hielt auch das Gut Dobřensko. Noch vor dem Dreißigjährigen Krieg erwarben die Herren von Leipa auch den anderen Anteil, so dass Budkovice nun gänzlich zur Herrschaft Krumlov gehörte. Nach der Schlacht am Weißen Berg wurden 1621 sämtliche Güter des Berthold Bohuslaw (Bohubud) von Leipa, der ein Anführer der mährischen Stände war, konfisziert. 1625 erwarb Gundaker von Liechtenstein die Herrschaft Krumlov, die danach fast 300 Jahre im Besitz des Hauses Liechtenstein verblieb. Die Feste wurde danach nicht mehr erwähnt. In der ersten Hälfte des 19. Jahrhunderts wurde bei Budkowitz ein Alaunbergwerk aufgenommen, jedoch bald wieder wegen Unergiebigkeit aufgelassen.
Im Jahre 1835 bestand das im Znaimer Kreis gelegene Dorf Budkowitz bzw. Budkowice aus 55 Häusern, in denen 287 Personen lebten. Im Ort gab es einen herrschaftlichen Meierhof. Pfarrort war Řeznowitz. Bis zur Mitte des 19. Jahrhunderts blieb Budkowitz der Fideikommiss-Primogeniturherrschaft Mährisch-Krummau untertänig.
Nach der Aufhebung der Patrimonialherrschaften bildete Budkovice / Budkowitz ab 1849 eine Gemeinde im Gerichtsbezirk Mährisch Kromau. Ab 1869 gehörte das Dorf zum Bezirk Mährisch Kromau; zu dieser Zeit hatte Budkovice 410 Einwohner und bestand aus 57 Häusern. Zwischen 1867 und 1870 erfolgte der Bau der Bahnstrecke Wien–Brünn durch den Kromauer Tiergarten; auf der Budkowitzer Gemarkung wurden am Buchenberg zwei Eisenbahntunnel (Buchenberg- und Reinbergtunnel) angelegt. 1873 erfolgte der Bau einer Kapelle. Im Jahre 1900 lebten in Budkovice 450 Personen; 1910 waren es 451. Mit dem Tod des Oberhofmeisters Rudolf von Liechtenstein erlosch 1908 die Karlische Linie des Hauses Liechtenstein; Erbe des Großgrundbesitzes wurden die Grafen Kinsky. Beim Zensus von 1921 lebten in den 88 Häusern des Dorfes 481 Personen, darunter 478 Tschechen und zwei Deutsche. Im Jahre 1930 hatte Budkovice 541 Einwohner und bestand aus 108 Häusern. Zwischen 1937 und 1938 wurde die alte Kapelle abgebrochen und durch einen Neubau ersetzt. Der Friedhof wurde 1941 angelegt. Nach der deutschen Besetzung wurde die Gemeinde 1939 in den Gerichtsbezirk Hrottowitz und den Kreis Mährisch Budwitz umgegliedert; bis 1945 gehörte Budkovice / Budkowitz zum Protektorat Böhmen und Mähren. Nach dem Kriegsende erfolgte die Wiederherstellung der alten Bezirksstrukturen. 1950 lebten in Budkovice 458 Personen. Im Zuge der Gebietsreform und der Aufhebung des Okres Moravský Krumlov kam das Dorf am 1. Juli 1960 zum Okres Brno-venkov zurück. Die Eingemeindung nach Ivančice erfolgte am 1. Juli 1980. Beim Zensus von 2001 lebten in den 121 Häusern von Budkovice 261 Personen.

## Ortsgliederung
Der Ortsteil Budkovice bildet einen Katastralbezirk. Der östlich der Rokytná gelegene Anteil am Krumlovský les besteht aus 2/3 der Gemarkung.

## Sehenswürdigkeiten
- Reste der Feste Budkovice, auf einem Sporn über der Rokytná am südwestlichen Ortsrand; sie ist seit 1426 nachweislich und wurde wahrscheinlich in der Mitte des 13. Jahrhunderts an der Stelle einer frühzeitlichen Burgstätte errichtet. Die erhaltenen Mauern sind heute Teil von Wirtschaftsgebäuden auf einem Gutshof und nicht zugänglich. Der Legende nach soll die Feste durch einen Geheimgang mit dem Schloss Moravský Krumlov verbunden sein.
- Kapelle der hll. Kyrill und Method, sie entstand 1938 anstelle eines abgebrochenen Vorgängerbaus.
- Frühzeitliche Burgstätte Budkovice, südöstlich des Dorfes auf einem Sporn über der Rokytná im Krumlovský les
- Frühzeitliche Burgstätte Holý vrch, südlich von Budkovice im Krumlovský les
- Naturdenkmal Budkovické slepence (Budkowitzer Konglomerat), Felshänge südwestlich des Dorfes